# Pedal-Exercitium

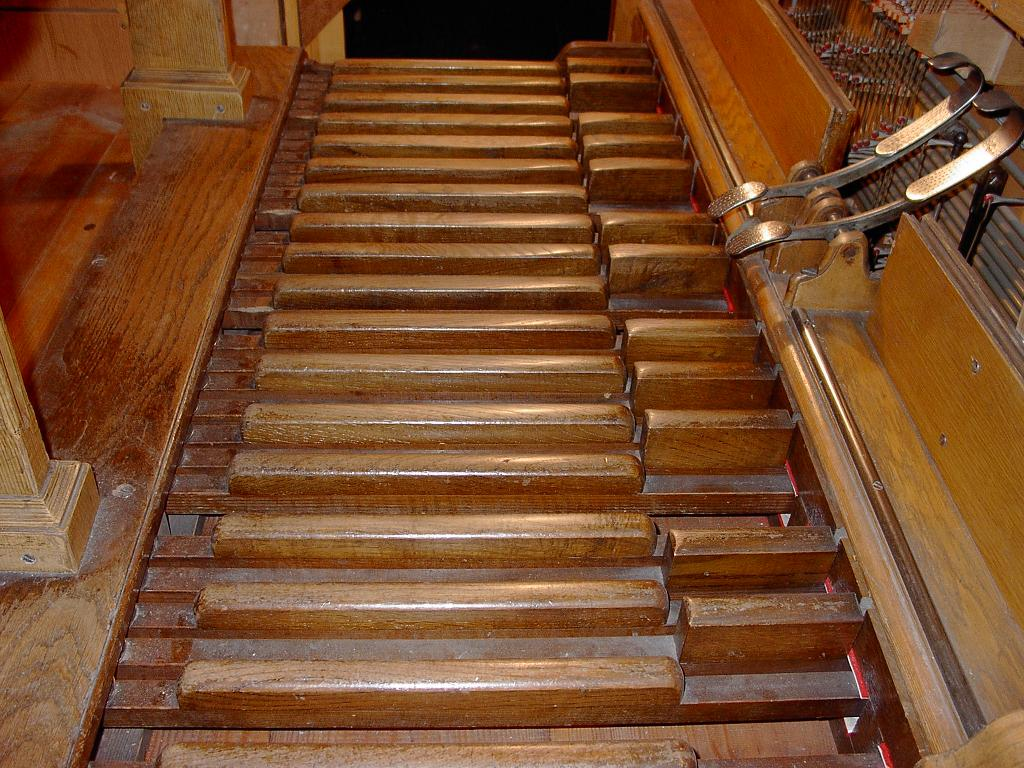
Pédalier Organ Pazardjik.

Le Pedal-Exercitium (BWV 598) est une pièce pour orgue de Johann Sebastian Bach, à mesure 4/4 et en tonalité de sol mineur. Elle est jouée uniquement au pédalier, sans aucune note aux claviers.

## Descriptif
Cette œuvre est composée comme un exercice de pédalier, d'où son nom : Pedal-Exercitium. Encore une fois, Bach, à travers sa musique, a su montrer qu'il était le maître de cet instrument. Sa musique permet à l'organiste de pratiquer, sur deux octaves quasi entières, toutes sortes d'intervalles, diverses modulations, ainsi que l'agilité (l’œuvre est écrite, pour l'essentiel, en doubles croches). La pièce, inachevée, reste en suspension sur une septième de dominante : nombre d'organistes y ajoutent une conclusion improvisée.